# 拉比西耶尔 (维埃纳省)
拉比西耶尔（法語：La Bussière，法語發音：[la bysjɛʁ]）是法国新阿基坦大区维埃纳省的一个市镇，属于蒙莫里永区。

## 地理
拉比西耶尔（46°38'5"N, 0°49'25"E）面积32.09 平方千米，位于法国新阿基坦大区维埃纳省，该省份为法国中西部省份，北起曼恩-卢瓦尔省和安德尔-卢瓦尔省，西接德塞夫勒省，南至夏朗德省，东南接上维埃纳省，东临安德尔省。
与拉比西耶尔接壤的市镇（或旧市镇、城区）包括：纳利耶、派宰勒塞克、拉皮、圣皮埃尔德马耶、圣萨万。

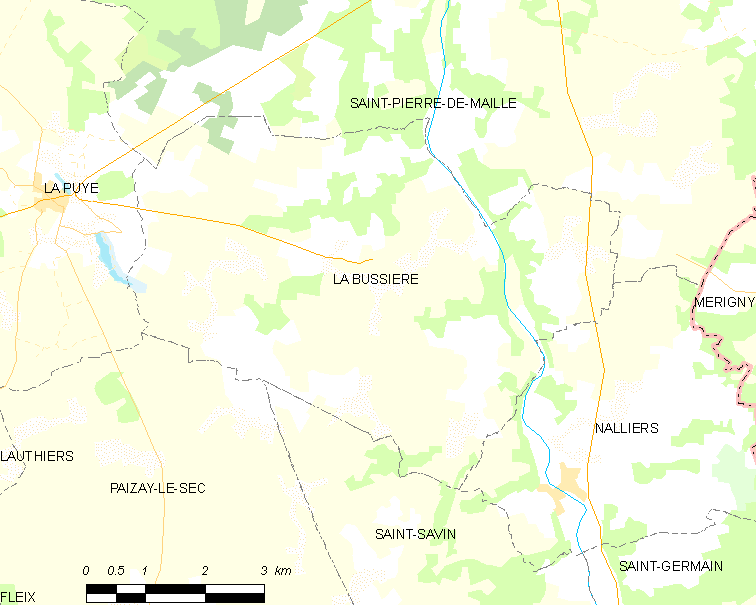
的OSM定位图

拉比西耶尔的时区为UTC+01:00、UTC+02:00（夏令时）。

## 行政
拉比西耶尔的邮政编码为86310，INSEE市镇编码为86040。

## 政治
拉比西耶尔所属的省级选区为蒙莫里永县。

## 人口

1962-2008年间人口变化图示

拉比西耶尔于2022年1月1日时的人口数量为301人。